# Айхгорн, Ян
Ян-Армин Айхгорн (нем. Jan-Armin Eichhorn; 8 мая 1981, Зоннеберг, Германия) — немецкий саночник, выступающий за сборную Германии с 1999 года. Принимал участие в зимних Олимпийских играх 2006 года в Турине, однако по итогам мужских одиночных заездов занял лишь шестое место.
Санным спортом занимается с восьми лет, прежде чем закрепиться во взрослой национальной команде, трижды получал подиум чемпионата мира среди юниоров, в его послужном списке две бронзовые награды (1998, 2001) и одна золотая (1999).
Ян Айхгорн является чемпионом Европы 2004 года, на соревнованиях в Оберхофе ему в составе смешанной команды удалось выиграть золото. Лучший индивидуальный результат континентального первенства показал на этом же турнире, финишировав четвёртым. Спортсмен также является бронзовым призёром чемпионата мира 2007 года в Игльсе, он занял третье место в программе мужских одиночных заездов. На Кубке мира наиболее удачным для Айхгорна оказался сезон 2008—2009, когда по итогам всех заездов он поднялся до третьей позиции.
По совместительству служит солдатом в армии Германии, живёт и тренируется в городе Шалькау, в свободное время любит играть в футбол и кататься на мотоцикле.